# 檀上欣子
檀上 欣子（だんじょう よしこ 1977年3月26日- ）は、大阪府出身のチアリーダー。身長152cm。
2006年から1年間NFLのダラス・カウボーイズのチアリーダーも務めた。妹が1人いる。
2005年2月に税理士の資格を取得した。

## 来歴
父親が公認会計士であった彼女は、小学校のときに見たミュージカルに感動し、ダンスを習いたいと思ったが、そろばんを習わされた。ダンスの専門学校への入学も考えたが、1995年4月に甲南大学経営学部に入学し甲南大学レッドギャングのチアリーダー部に入り活動。学部卒業後、大学院に進学する傍らXリーグの神戸ファイニーズ、USA Japanのオールスターチアリーダー、Xリーグオールスターチアリーダー『VENUS WEST』などで活動を続けた。
2005年2月に行われたプロボウルに日本のチアリーダーとして招待され、そこでインディアナポリス・コルツのチアリーダーに身長の低さはハンディキャップではないと励まされた。同年4月にコルツのチアリーダーに合格した。
オーディションに合格した後、阪神・淡路大震災で甲南大学チアリーダーだった娘を亡くした父親から写真を撮らせてほしいと頼まれた。亡くなった彼の娘は檀上と同じく税理士を目指しており背もあまり高くなかった。彼は彼女がオーディションに合格したことを自分の娘のことのように喜んだ。同年8月にコルツが来日して東京ドームで行われたアメリカンボウルにも出場したがビザが取得できずに渡米を断念した。
2006年、ダラス・カウボーイズのチアリーダーに合格しようやくNFLのチアリーダーとしての活動を始めた。西武ライオンズのチアリーディングチームであるBLUE WINDSの総合プロデューサーを務めると共に、2008年よりbjリーグ滋賀レイクスターズのチアリーディングチームであるレイクスチアリーダーズのスーパーバイザーとなっている。